# Betty Brey
Elizabeth Evadna Brey, detta Betty (Weissport, 23 novembre 1931 – Lake Mary, 21 marzo 2015), è stata una nuotatrice statunitense.
Specializzata nello stile libero e nella farfalla, ha partecipato ai Giochi di Melbourne 1956, gareggiando nella Staffetta 4x100m sl, nelle manche preliminari. Tuttavia, pur avendo la squadra statunitense, vinto l'argento, non era idonea a ricevere la medaglia, perché, secondo le regole tempo, non nuotò nella finale della staffetta.
Ai Giochi panamericani le maggiori soddisfazioni, dove è salita sul podio nelle edizioni 1951 e 1955.
Era la mamma dell'allenatore di basket Mike Brey.